# Erik Lidforss
Erik Lidforss, född 13 februari 1870 i Västra Eneby församling, Östergötlands län, död 30 maj 1938 i Nacka församling (Storängen), var en svensk jurist och musikfrämjare.
Lidforss var son till Edvard Lidforss samt bror till Bengt Lidforss och Karin Jensen.
Lidforss avlade hovrättsexamen i Lund 1892. Han var biträdande jurist hos advokaten Karl Staaff 1893–1899 och delägare i advokatfirman Staaff och Lidforss från 1900. Lidforss instiftade tillsammans med Sven Kjellström den 1911–1927 i Stockholm verksamma Kammarmusikföreningen, var vice ordförande i Konsertföreningen och ägnade sig energiskt åt musiklivets höjande i Stockholm. Från 1933 var han medlem av styrelsen för Kungliga Teatern. År 1917 blev han ledamot av Kungliga Musikaliska Akademien.
Erik Lidforss är gravsatt på Norra begravningsplatsen utanför Stockholm.